# Jesenice (miasto w Czechach)
Jesenice – miasto w Czechach, w kraju środkowoczeskim, w powiecie Rakovník. Według danych z dnia 1 stycznia 2021 liczyła 1694 mieszkańców.